# 유럽 석탄 철강 공동체

유럽 석탄 철강 공동체의 기

유럽 석탄 철강 공동체 회원국

유럽 석탄 철강 공동체(-石炭鐵鋼共同體, European Coal and Steel Community, ECSC)는 6개 유럽 국가들로 이루어진 기구이며, 제2차 세계대전 이후 그들의 산업 생산을 하나의 중앙화된 기구 하에서 조절하기 위해 만들어졌다. 파리 조약 (1951년)에 의해 공식적으로 수립되었으며, 벨기에, 프랑스, 이탈리아, 룩셈부르크, 네덜란드, 서독이 체결하였다. 유럽 석탄 철강 공동체(ECSC)는 초국가주의(supranationalsim) 원리들에 기반한 최초의 국제기구였으며, 궁극적으로는 유럽 연합(EU)으로 이어지는 공식적인 통합 과정을 시작한 것이었다.
유럽 석탄 철강 공동체(ECSC)는 프랑스와 독일 간의 추가 전쟁을 막기 위한 방법으로 1950년 5월 9일 프랑스의 외무장관인 로베르 쉬망에 의해 처음으로 제안되었다. 그의 목표는 "전쟁을 생각조차 할 수 없는 것일 뿐 아니라 실제로도 불가능한 것으로 만드는 것"이라고 선언했는데, 그것은 지역의 융합(regional integration)에 의해 달성되며, ECSC는 그 첫걸음이었다. 이 조약이 회원국들 간의 석탄·철강 공동 시장을 만들어내고, 특히 루르(Ruhr) 지방에서 천연 자원들에 대한 유럽 국가들 간의 경합을 상쇄하였다.
네 가지 기구들이 유럽 석탄 철강 공동체(ECSC)를 감독한다: 독립적 임명자들로 구성된 고등 행정기관(High Authority), 국가의 국회의원들로 구성된 공동 의회(Common Assembly), 국가의 장관들로 구성된 특별 위원회(Special Council), 그리고 사법 재판소(Court of Justice). 이것들은 궁극적으로 오늘날의 유럽 연합 집행위원회(European Commission), 유럽의회(European Parliament), 유럽 연합 이사회(the Council of the European Union), 유럽 사법재판소(the European Court of Justice)의 윤곽을 형성할 것들이었다.
유럽 석탄 철강 공동체(ECSC)는 1957년 로마 조약 이후 설치된 공동체들, 유럽 경제 공동체(European Economic Community: EEC) 및 유럽 원자력 공동체(European Atomic Energy Community: EAEC)의 모델이 되었으며, 이 기구들과 구성원 및 일부 제도들을 공유했다. 1967년 메르거(브뤼셀) 조약은 ECSC의 모든 기관들이 유럽 경제 공동체(EEC)로 합병되도록 유도하였지만, ECSC는 자체적인 독립적인 법적 성격을 유지했다. 2002년 파리 조약이 만료되어  기구가 소멸되고, ECSC의 활동은 암스테르담과 니스 조약 체제 하에 유럽 공동체(the European Community)에 의해 완전히 흡수되었다.

## 역사
쉬망은 총리와 외무장관으로서 프랑스 정책이 루르(Ruhr)나 사르(Saar)와 같은 독일 영토의 일부를 영구적으로 점령하거나 통제하는 드골주의(Gaullist) 정책에서 벗어나게 하는 데 중요한 역할을 했다. 극렬 과격 민족주의인 드골주의 및 공산주의의 반대에도 불구하고, 프랑스 의회는 독일을 공동체에 융합하는 새로운 정책에 찬성하는 여러 가지 결의안을 표결했다. 그 결과 루르에 대한 국제 기관(International Authority for the Ruhr: IAR)은 경질되었다.

### 조약의 연대표
|                   |                      |                                      |                              |                            |                                  |                                  |                      |                |                  |
| 1948 브뤼셀 조약  | 1952 파리 조약       | 1958 로마 조약                       | 1967 합병 조약               | 1987 단일 유럽 의정서      | 1993 마스트리흐트 조약 (EU 설립) | 1993 마스트리흐트 조약 (EU 설립) | 1999 암스테르담 조약 | 2003 니스 조약 | 2009 리스본 조약 |
|                   |                      |                                      | 유럽 원자력 공동체 (EURATOM) |                            |                                  |                                  |                      |                |                  |
|                   |                      | 유럽 석탄 철강 공동체 (ECSC)         | 유럽 석탄 철강 공동체 (ECSC) |                            |                                  |                                  |                      | 유럽 연합 (EU) |                  |
|                   |                      | 유럽 경제 공동체 (EEC)               | 유럽 경제 공동체 (EEC)       | → 세 개 의 기 둥 →         |                                  | 유럽 공동체 (EC)                 | 유럽 공동체 (EC)     | 유럽 연합 (EU) |                  |
|                   | ↑유럽의 공동체↑      | ↑유럽의 공동체↑                      | 사법과 국내 문제 (JHA)       | → 세 개 의 기 둥 →         |                                  | 유럽 공동체 (EC)                 | 유럽 공동체 (EC)     | 유럽 연합 (EU) |                  |
|                   |                      | 경찰 및 사법 협력에 관한 규정 (PJCC) | 사법과 국내 문제 (JHA)       | → 세 개 의 기 둥 →         |                                  |                                  |                      | 유럽 연합 (EU) |                  |
|                   | 유럽 정치 협력 (EPC) | 공동 외교 안보 정책 (CFSP)           | 공동 외교 안보 정책 (CFSP)   | 공동 외교 안보 정책 (CFSP) |                                  |                                  |                      | 유럽 연합 (EU) |                  |
|                   | 유럽 정치 협력 (EPC) |                                      |                              | → 세 개 의 기 둥 →         |                                  |                                  |                      | 유럽 연합 (EU) |                  |
| 서유럽 연합 (WEU) |                      |                                      |                              |                            |                                  |                                  |                      | 유럽 연합 (EU) |                  |
|                   |                      |                                      |                              |                            |                                  |                                  |                      |                |                  |

### 성취와 실패
ECSC의 가장 큰 업적 중에는 복지 문제에 관한 것들도 있다. 예를 들어, 일부 광산은 정부 보조금 없이는 확실히 지속될 수 없었다. 일부 광부들은 매우 열악한 주택을 가지고 있었다. 15년 동안, 노동자를 위해 아파트 당 1,770달러, 112,500개의 아파트에 자금을 지원하여,  보조금이 없었다면 구입할 수 없는 주택을 구입할 수 있게 했다. 석탄 및 철강 시설이 폐쇄되기 시작함에 따라, ECSC는 일자리를 잃은 노동자의 직업 재배치를 위한 비용의 절반을 지불했다. ECSC는 지역 재개발 원조와 합해 10만 개의 일자리를 창출하는데 1억 5천만 달러를 지출했는데, 그 중 3분의 1은 실업 석탄 및 철강 노동자를 위한 것이었다. ECSC에 의해 고안된 복지 보장은 일부 회원국들에 의해 석탄 및 철강 부문 밖의 노동자들에게도 확대되었다.
유럽의 최초의 사회 정책 및 지역 정책을 만드는 것보다 훨씬 더 중요한 것은 ECSC가 유럽에 평화를 도입하는 것이었다. 유럽평화협정은 유럽 대륙 최초의 유럽세와 관련이 있다고 주장하고 있다. 이것은 일률적인 세금으로, 최대 1%의 비율로 생산에 부과되는 세금이었다. 유럽 공동체 국가들이 70년 이상 동안 가장 긴 평화 기간을 경험하고 있다는 것을 감안할 때, 이것은 역사상 평화를 위한 가장 싼 세금으로 묘사되어 왔다. 1949년 슈만이 "세계의 자살"이라고 표현한 위험인 또 다른 세계 대전을 예방한 것이다. 1953년 10월 슈만은 또 하나의 유럽전쟁의 가능성이 없어졌다고 말했다. 회원국들 사이에서는 이성(reasoning)이 우세해야 했다.
그러나 ECSC는 파리 조약의 몇 가지 근본적인 목적을 달성하지 못했다. ECSC가 아돌프 히틀러가 권력을 잡는 데 도움이 된 콘체른과 같은 대형 석탄 및 철강 그룹의 부활을 막을 것으로 기대했다. 냉전 시대의 딜레마(tradeoffs)에서 카르텔과 주요 기업들이 다시 등장하여 명백한 가격 담합(대처해야 할 또 다른 요소)으로 이어졌다. 민주적인 감독 체제로, 최초의 국제 카르텔 기관인 당국의 반-카르텔 권한으로 과거와 같은 최악의 악용은 피했다. 효율적인 기업들은 부당한 지배 없이 유럽 시장으로 확장할 수 있었다. 석유, 가스, 전기는 자연히 석탄의  경쟁자가 되었고 카르텔의 힘을 깨뜨리기도 하였다. 게다가 석유로의 이행과 함께, 공동체는 적절한 에너지 정책을 정의하는데 실패했다. 유라톰 조약은 드골에 의해 크게 억제되었고, 유럽 정부들은 1955년 메시나에서 제안된 전기와 다른 방향들을 포괄하는 에너지 공동체의 제안을 거부했다. 높은 인플레이션과 통화 불안정의 시기속에서, ECSC는 또한 시장 내에서 노동자들의 임금을 상향 평준화하는 데 역부족이었다. 이러한 실패는 짧은 기간의 지나친 야망 때문일 수도 있고, 아니면 그 목표가 외면당할 정치적 언동에 불과했기 때문일 수도 있다.  유럽 석탄 및 철강 공동체(ECSC)의 가장 큰 업적은 초국적 공동체라는 혁명적인 민주적 개념에 있다고 주장되어 왔다.

## 같이 보기
- 에너지 공동체
- 유럽 연합의 역사
- 쉬망 선언